# カゼンガ・ルアルア
カゼンガ・ルアルア（Kazenga LuaLua、1990年12月10日 - ）は、コンゴ民主共和国・キンシャサ出身のサッカー選手。ポジションは、フォワード。

## クラブ経歴
ニューカッスル・ユナイテッドFCのアカデミーを経て、2008年1月開催のFAカップ3回戦・ストーク・シティFC戦でトップチームデビュー。同月のボルトン・ワンダラーズFC戦でプレミアリーグ初出場。しかしその後は出場機会を得られず、レンタル移籍を繰り返した。
2011年11月、以前にもレンタルで在籍していたブライトン・アンド・ホーヴ・アルビオンFCに完全移籍で加入。2012年2月のミルウォールFC戦で試合終了2分前に直接フリーキックを決め初ゴール。同月のFAカップ・リヴァプールFC戦でもフリーキックから得点を挙げた。
2017年1月、シーズン終了までの契約でクイーンズ・パーク・レンジャーズFCにレンタル移籍。
2018年1月25日、サンダーランドAFCに移籍。
2018年9月26日、ルートン・タウンFCに移籍。2018-19シーズン終了後にいったんクラブとの契約を解消したが、最終的に再契約を結んだ。

## 人物・エピソード
コンゴ民主共和国の首都キンシャサで生まれ、生後間もなくイングランドに移住した。サッカーコンゴ民主共和国代表選手のロマノ・ルア＝ルアは実兄。またヤニク・ボラシエは従兄弟、ヤン・ケルモルガンは義理の兄弟である。

## タイトル

### クラブ
ブライトン・アンド・ホーヴ・アルビオンFC
- フットボールリーグ1: 2010–11[6]

ルートン・タウンFC
- EFLリーグ1: 2018–19[7]